# Église Saint-Michel de Kihelkonna
L'église Saint-Michel de Kihelkonna (estonien : Kihelkonna Mihkli kirik) est une église luthérienne située à Kihelkonna dans l'île de Saaremaa en Estonie.

## Histoire
L'église paroissiale Saint-Michel a été construite dans le troisième quart du XIIIe siècle. 
Les peintures de la voûte datent du XIIIe siècle. 
Le retable de style Renaissance a été peint en 1591 et la chaire a été réalisée en 1604, et complétée en 1794. 
La sacristie, située du côté est du chœur, a été construite au XIXe siècle.
L'orgue à 14 jeux a été construit pour l'église en 1805 par le maître Johann Andreas Stein. Cet orgue est le plus ancien d'Estonie. Friedrich Weissenborn l'a reconstruit en 1890 et a ajouté un deuxième registres. L'orgue a été restauré en 2018.
Le clocher, séparé de l'église, a été construit en 1638. Les cloches étaient situées dans un bâtiment séparé jusqu'à la construction de la tour ouest en 1897-1899. Le clocher est unique dans toute la région de la Baltique, car c'est le plus ancien clocher conservé séparé de l'église. Après la restauration en 2009, la cloche a sonné à nouveau et l'été 2017, l'église paroissiale a reçu une deuxième cloche,.

## Galerie

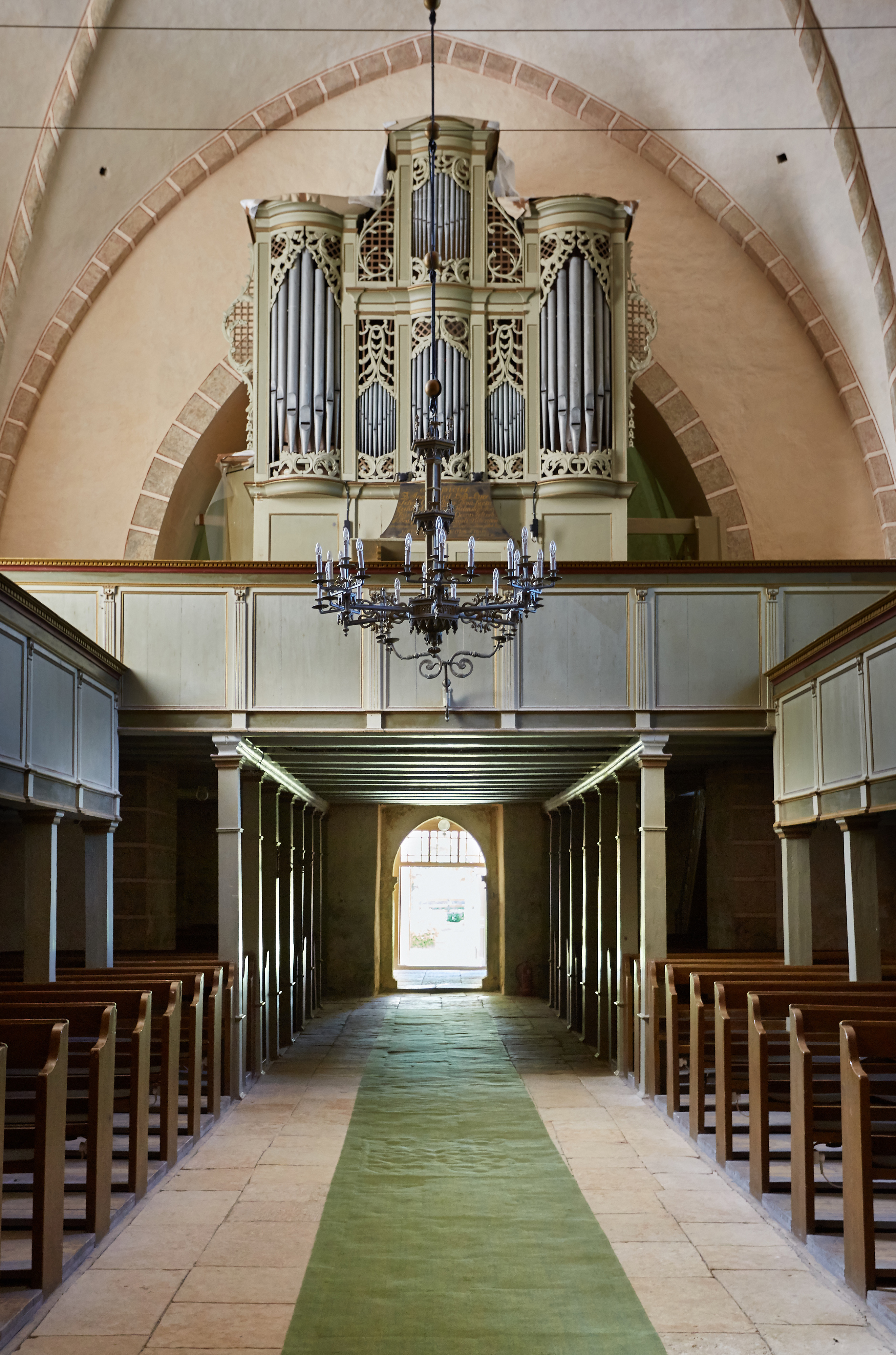
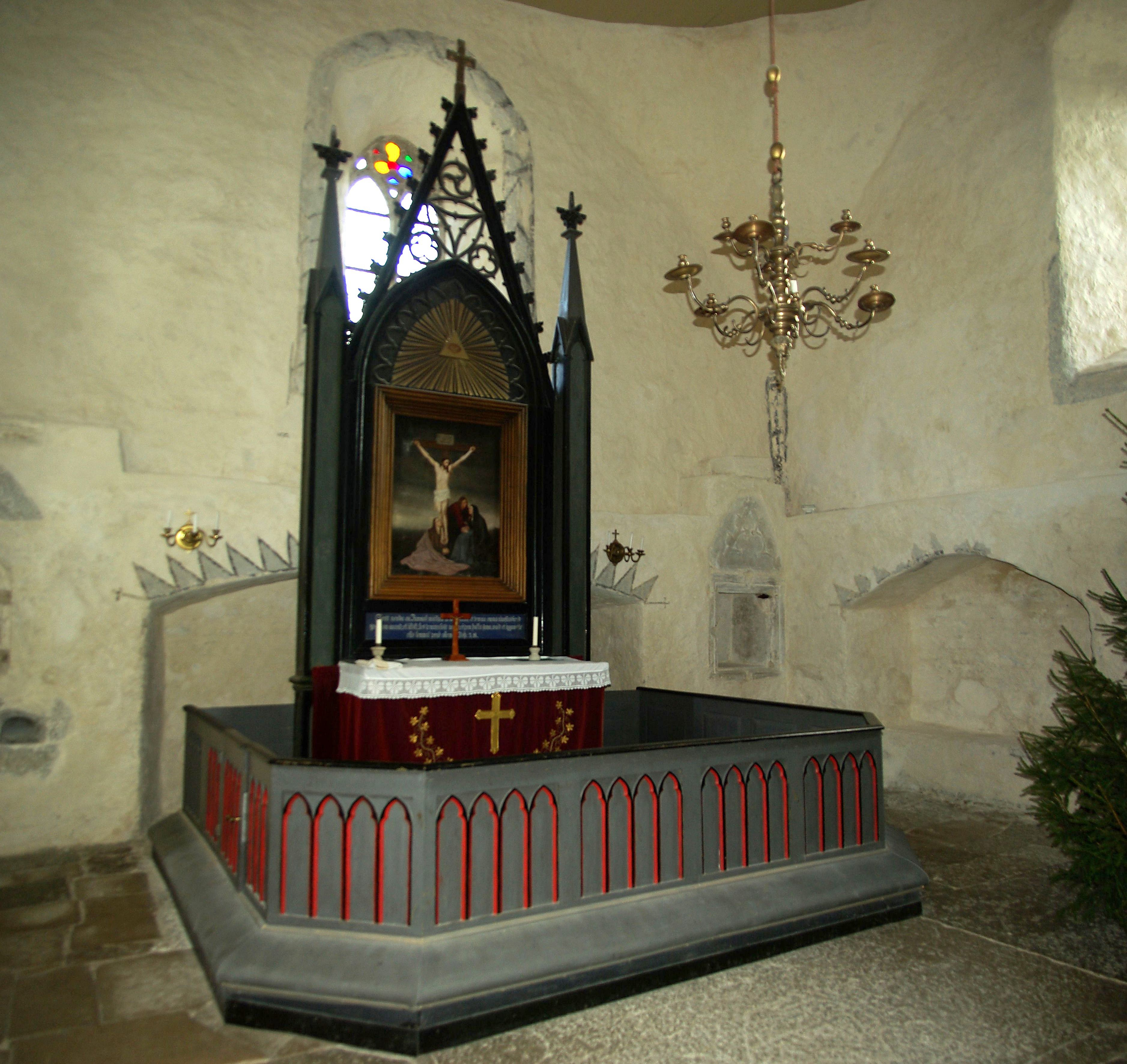
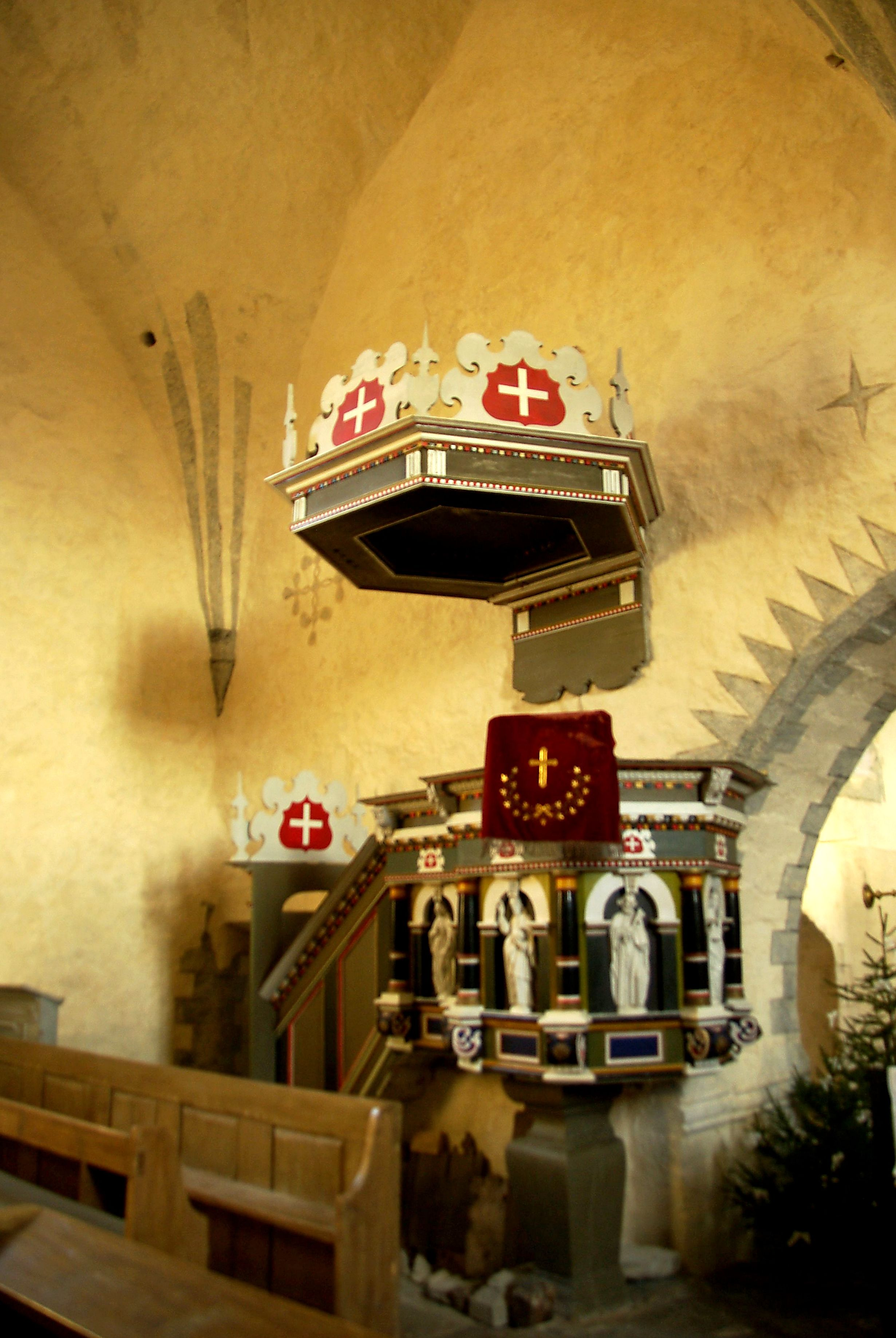